# Arkane Studios
Arkane Studios SASU (também chamada por seus nomes separados, Arkane Lyon e Arkane Austin) é uma subsidiária francesa de jogos eletrônicos da ZeniMax Media, sediada em Lyon, Auvérnia-Ródano-Alpes. Ela foi fundada em outubro de 1999 pelo desenvolvedor Raphaël Colantonio, lançando seu primeiro jogo, Arx Fatalis, três anos depois. A Arkane abriu uma divisão em Austin no Texas em 2006 e em 2010 foi comprada pela ZeniMax Media.

## História

### Fundador

Logotipos atuais para ambos os estúdios, Arkane Lyon e Arkane Austin.

Raphaël Colantonio fez parte dos escritórios franceses da Electronic Arts (EA) durante a década de 1990, como parte da equipe de garantia de qualidade e localização de alguns títulos da Origin Systems, incluindo System Shock. No final dos anos 1990, Colantonio observou que houve uma mudança na EA, pois com o lançamento do PlayStation , a empresa mostrou mais interesse em títulos esportivos e evitou títulos não esportivos de empresas como a Origin. Colantonio deixou a empresa e, após um breve período na Infogrames , foi capaz de co-fundar a Arkane com a ajuda financeira de seu tio, com o primeiro objetivo de fazer uma segunda sequência de Última Underworld: The Stygian Abyss. Colantino estava entre os onze fundadores, dos quais seis eram incorporadores, quando a empresa foi criada em 1 de outubro de 1999 em Lyon, França, com um investimento de 1.150.000 francos franceses .

### Anos 2000

Logo original da empresa usado de 1999 até 2020.

Embora Colantonio tivesse o apoio de Paul Neurath , um dos desenvolvedores originais de Ultima Underworld a EA, que detinha os direitos, não permitiria que Arkane fizesse uma sequência com sua propriedade intelectual, a menos que ele aceitasse algumas de suas disposições. Colantonio se recusou a aceitar isso e, em vez disso, fez Arkane partir para um jogo no espírito de Ultima Underworld, Arx Fatalis.  
Colantonio teve dificuldade em conseguir um editor; com as finanças quase esgotadas, eles contrataram uma pequena editora que faliu no mês seguinte, mas depois garantiu a JoWooD Entertainment para publicação, que acabou sendo lançada em 2002. Embora o jogo tenha sido bem recebido, foi considerado um fracasso comercial.
O elogio da crítica de Arx Fatalis deu a Arkane a oportunidade de trabalhar com a Valve para desenvolver um novo título em seu motor Source , e Colantonio optou por fazer uma sequência, Arx Fatalis 2 . No entanto, as vendas fracas do primeiro jogo tornaram difícil encontrar um editor; Eles foram abordados pela Ubisoft e solicitados a aplicar o motor de jogo Arx Fatalis ao seu Might and Magic. Este se tornou Dark Messiah of Might and Magic , lançado em outubro de 2006. Refinou o combate corpo a corpo em primeira pessoa de Arx Fatalis com menos ênfase em elementos de RPG. Durante esse tempo, Colantonio mudou-se da França para Austin, Texas, deixando o estúdio principal nas mãos de seus colegas enquanto montava o Arkane Austin em junho de 2006. Nos anos seguintes, a maior parte do trabalho de desenvolvimento foi feito fora do estúdio de Lyon, onde os custos de produção eram mais baratos devido às condições econômicas benéficas, enquanto o estúdio de Austin era usado para estabelecer relações com outros estúdios a fim de gerar projetos de trabalho de aluguel para aumentar os próprios projetos de Arkane. 
Entre 2006 e 2007, a empresa estava trabalhando em conjunto com a Valve para desenvolver um jogo spin-off nas Half-Life série chamados Ravenholm, expandindo no trabalho que Warren Spector 's Junction Point Studios tinha feito anteriormente. Enquanto Arkane e Valve trabalharam juntos para produzir cerca de nove a dez níveis para uma versão alfa jogável, o projeto foi cancelado, devido ao atraso e ao custo do projeto até o momento. Após a conclusão de Dark Messiah, Arkane iniciou o desenvolvimento de um novo título de tiro em primeira pessoa, The Crossing. Colantonio descreveu The Crossing como "crossplayer", tendo principalmente jogabilidade para um jogador, mas influenciado por elementos multiplayer online. O título tinha um orçamento de cerca de US $ 15 milhões, o que dificultou encontrar uma editora que não incluísse regras e requisitos rígidos no seu contrato. Enquanto Colantonio finalmente encontrou uma oferta que foi satisfatória para ele, o estúdio foi abordado pela EA para ajudar a trabalhar no LMNO , um jogo que estava desenvolvendo com Steven Spielberg ; como a oferta da EA era mais valiosa e estável, Colantonio decidiu cancelar The Crossing para focar o estúdio em LMNO . No entanto, cerca de dois anos depois disso, a EA optou por cancelar o LMNO também, forçando Arkane a assumir funções de assistente por alguns anos. Isso incluindo o desenvolvimento do componente multiplayer de Call of Duty: World at War da Activision ,  e ajudando com "design, animação e arte" para o BioShock 2 de 2K Marin . 
Enquanto tentava expandir o estúdio de Austin, Colantonio se encontrou com Harvey Smith , um desenvolvedor de jogos que ele conheceu no início de sua carreira e com quem manteve contato. Colantonio e Smith reconheceram que tinham vários talentos semelhantes e inicialmente sentiram que os dois trabalhando no mesmo estúdio seria muito problemático, mas eles consideraram se estivessem trabalhando no mesmo jogo juntos como seus talentos se encaixariam bem. Eles rapidamente criaram um "argumento ninja" que se relacionaria com a base de Dishonored e descobriram como dividiriam as responsabilidades no estúdio. Smith entrou formalmente a bordo do estúdio Arkane em 2008.

### Década de 2010
Entrando em 2010 sem nenhum game próprio e com a obra contratada começando a se esgotar, o estúdio se preparava para dispensar seu staff para economizar custos. Eles foram abordados pela Bethesda Softworks , que teve uma ideia de um jogo baseado em furtividade ambientado no Japão feudal, que eles queriam chamar de Dishonored, e sentiu que os talentos de Arkane eram ideais para o trabalho e queria contratá-los pelo título. De acordo com Colantonio, o vice-presidente de desenvolvimento da Bethesda, Todd Vaughn, viu o trabalho de Arkane em Arx Fatalis e sua sequência, e embora Bethesda estivesse interessada nisso, eles não reagiram rápido o suficiente antes de Arkane tomar outro caminho. Vaughn disse a Arkane que eles estavam interessados em publicar um jogo imersivo em primeira pessoa, e Arkane era a única opção que tinham. Colantonio reconheceu que Bethesda era a melhor opção para Arkane, considerando as semelhanças entre os jogos Arx Fatalis e The Elder Scrolls. Arkane trabalhou sob contrato por alguns meses, mas logo foi totalmente adquirido pela ZeniMax Media , controladora da Bethesda, em agosto de 2010, como parte do crescimento maior da ZeniMax após adquirir recentemente a id Software. Com apoio financeiro e uma empresa controladora que apreciava um bom design de jogo, Arkane teve o tempo e a liberdade criativa para renovar o conceito original da Bethesda para Dishonored baseado no arremesso que Colantonio e Smith desenvolveram anteriormente, e mudaram o cenário do Japão para um inspirado em Londres, mantendo o nome Dishonored e aspectos furtivos. Dishonored foi lançado em 2012.
Smith se mudou para a França para liderar o estúdio de Lyon na sequência Dishonored 2, que foi lançada em novembro de 2016, enquanto Colantonio ficou no estúdio de Austin para liderar o desenvolvimento de Prey que foi uma sequência espiritual de System Shock e Arx Fatalis , que foi lançado em 2017. Prey compartilhou seu nome apenas com a propriedade intelectual que ZeniMax adquiriu da Human Head Studios. 
Em junho de 2017, cerca de dois meses seguintes, Colantonio anunciou que estava deixando o cargo de presidente da Arkane. Ele disse em um comunicado: "É hora de eu sair para passar algum tempo com meu filho e refletir sobre o que é importante para mim e meu futuro."  Smith assumiu a gestão do estúdio Austin, enquanto Colantonio ficou com o estúdio Lyon para ajudar na transição para uma nova gestão. 
Arkane ajudou outros estúdios ZeniMax enquanto eles terminavam o suporte para Dishonored 2 e Prey ; estes incluíam o suporte para Bethesda Game Studios para Fallout 76 ,  e MachineGames em level design para Wolfenstein: Youngblood e Wolfenstein: Cyberpilot. Durante a conferência de imprensa da Bethesda E3 2019 , Arkane Lyon revelou seu próximo jogo, Deathloop , um jogo de tiro em primeira pessoa baseado em ficção científica com o jogador-personagem preso em um loop temporal. 
Em 21 de setembro de 2020, a Microsoft anunciou que havia concordado em adquirir ZeniMax por US $ 7,5 bilhões, com o negócio sendo fechado em 5 de março de 2021 e a ZeniMax se juntando a Xbox Game Studios.

## Jogos

### Desenvolvidos
| Ano  | Título                            | Plataforma(s)                                               | Publicadora                                   | Notas                                            |
| ---- | --------------------------------- | ----------------------------------------------------------- | --------------------------------------------- | ------------------------------------------------ |
| 2002 | Arx Fatalis                       | Microsoft Windows, Xbox                                     | JoWooD Entertainment DreamCatcher Interactive | Desenvolvido pela Arkane Lyon                    |
| 2006 | Dark Messiah of Might and Magic   | Microsoft Windows, Xbox 360                                 | Ubisoft                                       | Co-desenvolvido pela Arkane Austin e Arkane Lyon |
| 2009 | KarmaStar                         | iOS                                                         | Majesco Entertainment                         | Desenvolvido pela Arkane Austin                  |
| 2012 | Dishonored                        | Microsoft Windows, PlayStation 3, Xbox 360                  | Bethesda Softworks                            | Co-desenvolvido pela Arkane Austin e Arkane Lyon |
| 2016 | Dishonored 2                      | Microsoft Windows, PlayStation 4, Xbox One                  | Bethesda Softworks                            | Desenvolvido pela Arkane Lyon                    |
| 2017 | Prey                              | Microsoft Windows, PlayStation 4, Xbox One                  | Bethesda Softworks                            | Desenvolvido pela Arkane Austin                  |
| 2017 | Dishonored: Death of the Outsider | Microsoft Windows, PlayStation 4, Xbox One                  | Bethesda Softworks                            | Desenvolvido pela Arkane Lyon                    |
| 2019 | Wolfenstein: Youngblood           | Microsoft Windows, Nintendo Switch, PlayStation 4, Xbox One | Bethesda Softworks                            | Co-desenvolvido entre Arkane Lyon e MachineGames |
| 2019 | Wolfenstein: Cyberpilot           | HTC Vive, PlayStation VR                                    | Bethesda Softworks                            | Co-desenvolvido entre Arkane Lyon e MachineGames |
| 2021 | Deathloop                         | Microsoft Windows, Xbox Series X/S, PlayStation 5           | Bethesda Softworks                            | Desenvolvido pela Arkane Lyon                    |
| 2022 | Redfall                           | Microsoft Windows, Xbox Series X\|S                         | Bethesda Softworks                            | Desenvolvido pela Arkane Austin                  |
| TBA  | Marvel's Blade                    |                                                             | Bethesda Softworks                            | Desenvolvido pela Arkane Lyon                    |

### Cancelados
| Ano de cancelamento | Título       | Plataforma(s)               | Publicadora       |
| ------------------- | ------------ | --------------------------- | ----------------- |
| 2007                | Ravenholm    | —                           | Valve Corporation |
| 2009                | The Crossing | Microsoft Windows, Xbox 360 | Valve Corporation |
| 2010                | LMNO         | Microsoft Windows           | Electronic Arts   |